# Jack Wagner
Jack Wagner, właśc. Peter John Wagner II (ur. 3 października 1959 w Washington w Missouri) – amerykański aktor telewizyjny, piosenkarz i autor tekstów piosenek, także reżyser i producent filmowy.

## Życiorys

### Wczesne lata
Urodził się w Washington w Missouri jako jedyne dziecko sprzedawcy samochodów Petera (zm. 1990) i gospodyni domowej Scotty Wagnerów. W wieku dziesięciu lat zainteresował się grą w golfa. Był utalentowany w wielu dyscyplinach sportowych, grając w drużynach piłki nożnej i koszykówki. Gdy był jeszcze nastolatkiem wyróżniał się, zdobywając tytuł Mistrza Missouri Jr. Dorastał w stanie Missouri, gdzie w szkole średniej im. Świętej Gertrudy występował na szkolnej scenie w przedstawieniu Oliver. Przez rok (1979) uczęszczał na Uniwersytet Missouri w Columbii. Po zdobyciu tytułu stanowego mistrza gry w golfa, w 1980 otrzymał stypendium Uniwersytetu Arizony w Tucson, gdzie kontynuował naukę do 1982, gdy wyjechał do Los Angeles.

### Kariera
Dorabiał jako przewodnik po Universal Studios, zanim znalazł się w obsadzie opery mydlanej telewizji kablowej Nowy dzień w Edenie (A New Day in Eden, 1982). Następnie pojawił się w dwóch odcinkach opery mydlanej CBS Knots Landing (1983) i zdobył sympatię widzów rolą Andrew „Frisco” Jonesa, piosenkarza rockowego, policjanta i tajnego agenta w operze mydlanej ABC Szpital miejski (General Hospital, 1983-88, 1989-91, 1994-95), gdzie wniósł na ekran romantyczność i humor, a za rolę był nominowany do nagrody Emmy.
Karierę telewizyjną doskonale łączył z karierą muzyczną. Występował w Civic Light Opera w Los Angeles w produkcji They’re Playing Our Song. W 1985 wylansował przebój „All I Need”. Ma na swoim koncie sześć albumów: All I Need (1984), Lighting Up the Night (1985), Don’t Give Up Your Day Job (1987), Alone in a Crowd (1993), Dancing In The Moonlight (2005) i On The Porch (2014).
Zagrał w dreszczowcu telewizyjnym NBC Ruchomy cel (Moving Target, 1988) z Tomem Skerrittem. Wkrótce potem wystąpił jako Warren Lockridge w operze mydlanej NBC Santa Barbara (1991-93). Nieoczekiwanie zaskoczył telewidzów w roli złoczyńcy doktora Petera Burnsa w operze mydlanej Fox Melrose Place (1994-99) oraz jako Jack Williams, podstępny brat właściciela potężnej firmy produkującej samolotów w miniserialu NBC/Aarona Spellinga Wybrańcy fortuny (Titans, 2000–2001).
W 2000 roku zadebiutował na scenie Broadwayu w podwójnej tytułowej roli w musicalu Roberta Louisa Stevensona Jekyll i Hyde. Za rolę Dominicka ‘Nicka’ Payne’a Marone, syna Massimo Marone (Joseph Mascolo) i Jacqueline Payne (Lesley-Anne Down), brata przyrodniego Ridge’a Forrestera (Ronn Moss) w operze mydlanej CBS Moda na sukces (The Bold and the Beautiful, 2003-2012) otrzymał w 2006 szwajcarską nagrodę Złotej Róży na festiwalu Rose d’Or w Lucerne i kolejną nominację do Daytime Emmy Award. W serialu tym wykonał także trzy piosenki – „Let Me Smile at You”, „Going Back Again” i „Christmas Night”. W 2006 otrzymał tytuł Sławnego Amerykańskiego Mistrza Gry w Golfa Stulecia i kontrowersyjnie został określony lepszym naturalnym graczem wśród profesjonalnych graczy w golfa w Hollywood.
W 2012 wziął udział w czternastej edycji programu Dancing with the Stars, gdzie z tancerką Anną Trebunskayą zajął 11 miejsce.

### Życie prywatne
Spotykał się z Peggy Trentini, Nicole, Kimberly Foster (1985), Hilary Edson (1985-86) i Laurie Landry (1987). 18 grudnia 1993 poślubił aktorkę Kristinę Crump, z którą poznał na planie Szpitalu miejskiego, gdzie grała Felicię Cummings. Mieli dwóch synów: Petera (ur. 4 września 1990) i Harrisona (ur. 1 grudnia 1994 zm. 6 czerwca 2022). Jednak w 2006 doszło do rozwodu. W latach 1999–2000 spotykał się z aktorką Coleen Sexton, z którą grał w musicalu Jekyll & Hyde.
Od roku 2007 spotykał się z Heather Locklear, jednak w sierpniu 2011 roku jego zaręczyny zostały zerwane. Wagner odnalazł swoją nieślubną córkę, Kerry. Matka dziewczyny poinformowała aktora o dziecku dopiero po urodzeniu i oddaniu do adopcji. Jack spotkał się z córką po raz pierwszy, 4 listopada 2011 roku, na koncercie aktora, na Florydzie. W maju 2012 spotykał się z Ashley Jones (Bridget Forrester z Mody na sukces).

## Filmografia

### Filmy fabularne
- 1990: Zagraj mordercę dla mnie (Play Murder for Me) jako Paul Slater
- 1994: Złapany w pułapkę w kosmosie (Trapped in Space) jako MacNeil
- 2000: Sztuczne kłamstwa (Artificial Lies) jako dr Peter Rexter
- 2002: Cupid’s Prey jako Jeremy Wetherton

### Filmy TV
- 1989: Bikini (Swimsuit) jako Hart
- 1989: Ruchomy cel (Moving Target) jako Scott Syndicate
- 1995: Zabójczy kochanek (Lady Killer) jako dr Elliman
- 1996: Człowiek, który lubił latać (Frequent Flyer) jako Nick Rawlings
- 1997: Śmiertelne echo (Echo) jako Max Jordan/Steven Jordan
- 1998: Ciężar tajemnicy (Dirty Little Secret) jako Jack
- 2000: Najdłuższy lot (Nowhere to Land) jako kapitan John Prescott
- 2002: Lawina (Trapped: Buried Alive) jako Michael Cooper
- 2003: Przyjaciel z zaświatów (Ghost Dog: A Detective Tail) jako Kyle Caldwell
- 2014: My Gal Sunday jako Danny O’Brien

### Seriale TV
- 1982: Nowy dzień w Edenie (A New Day in Eden) Clint Masterson
- 1983: Knots Landing jako Doradca
- 1983: Kochani przyjaciele i doskonałe pary (Loving Friends and Perfect Couples)
- 1983-88: Szpital miejski (General Hospital) jako Andrew „Frisco” Jones
- 1989-91: Szpital miejski (General Hospital) jako Andrew „Frisco” Jones
- 1991-93: Santa Barbara jako Warren Lockrige
- 1994-95: Szpital miejski (General Hospital) jako Andrew „Frisco” Jones
- 1994-99: Melrose Place jako dr Peter Burns
- 1995: Syreny (Sirens) jako Jack
- 1997: Nowe przygody Supermana (Lois & Clark: New Adventures of Superman) jako Randy Goode
- 1997: Sabrina, nastoletnia czarownica (Sabrina, the Teenage Witch) jako Jack Wagner
- 1997: Sunset Beach jako Jacques Dumont
- 1999: Dotyk anioła (Touched by an Angel) jako Bart Ewing
- 2000–2001: Wybrańcy fortuny (Titans) jako Jack Williams
- 2003-2012: Moda na sukces (The Bold and the Beautiful) jako Dominick ‘Nick’ Payne Marone
- 2009: Detektyw Monk jako Perry Walsh
- 2011: Rozpalić Cleveland (Hot in Cleveland) jako dr Aaron Everett
- 2013: Castle (serial telewizyjny) jako Billy Piper
- 2013: Szpital miejski (General Hospital) jako Frisco Jones
- 2013: Rozpalić Cleveland (Hot in Cleveland) jako dr Aaron Everett
- 2014: Heartbreakers jako David Love
- 2014–2015: Głos serca (When Calls the Heart) jako Bill Avery
- 2015: Ray Donovan jako Sandy Patrick
- 2025-: Moda na sukces (The Bold and the Beautiful) jako Dominick 'Nick' Payne Marone[19]

## Dyskografia

### Albumy
- 1984: All I Need
- 1985: Lighting up the Night
- 1987: Don’t Give Up Your Day Job
- 1993: Alone in the crowd
- 2005: Dancing in the Moonlight
- 2014: On The Porch

### Single
- 1984: „All I Need”
- 1985: „Lady of My Heart”
- 1985: „Too Young”
- 1986: „Love Can Take Us All The Way”
- 1987: „Weatherman Says”
- 2012: „Will The Rain Fall Down”